# Doctors' Wives
Doctors’ Wives (Brasil: Mulheres de Médicos ) é um filme estadunidense, de 1971, do gênero drama, dirigido por George Schaefer, roteirizado por Daniel Taradash, baseado no livro de Frank G. Slaughter, música de Elmer Bernstein.

## Sinopse
Após o assassinato da infiel esposa de um de seus colegas, os médicos de um grande hospital reconsideram  suas vidas  sentimentais e sexuais.

## Elenco
- Dyan Cannon ....... Lorrie Dellman
- Richard Crenna ....... Dr. Peter Brennan
- Gene Hackman .......  Dr. Dave Randolph
- Carroll O'Connor ....... Dr. Joe Gray
- Rachel Roberts ....... Della Randolph
- Janice Rule ....... Amy Brennan
- Diana Sands ....... Helen Straughn
- Cara Williams ....... Maggie Gray
- Richard Anderson ....... Promotor Douglas
- Ralph Bellamy ....... Jake Porter
- John Colicos ....... Dr. Mort Dellman
- George Gaynes ....... Paul McGill
- Marian McCargo ....... Elaine McGill
- Scott Brady ....... Sargento Malloy
- Kristina Holland ....... Sybil Carter
- Anthony Costello ....... Mike Traynor
- Mark Jenkins ....... Lew Saunders
- Vincent Van Lynn ....... Barney Harris